# Joias do Infinito
As Joias do infinito (português brasileiro) ou Pedras do infinito (português europeu) são artefatos que incorporam o universo ficcional das histórias da Marvel Comics. São seis seres sencientes imensamente poderosos (singularidades cósmicas), transformados em pedras cósmicas pelas Entidades Cósmicas (Morte, Entropia, Infinito e Eternidade), sendo que cada joia representa um aspecto do universo.
Há também uma joia incolor ligada a espada do infinito, que aumenta o poder das joias. Uma história posterior adicionou a existência de uma sétima joia, Ego (dourada), apesar dessa história não fazer parte da continuidade, mas sim de um crossover.
Estas seriam chamadas de joias da Alma (Soul Stones), porém este nome já está em uso por outro estúdio. As joias podem ser usadas isoladamente, mas quando usadas em conjunto o portador torna-se onipotente, onipresente, onisciente (deus), sendo capaz de controlar todo o universo. Primordialmente usada por Nemesis e usada atualmente pelo titã Thanos, que criou a luva Manopla do Infinito, para facilitar o uso das joias (na HQ Silver Surfer #44, no Brasil Superaventuras Marvel #148).

## Lista de joias
Esta é a relação das seis joias conhecidas e seus respectivos poderes além de suas respectivas cores. As cores diferem em suas variadas retratações pelo universo Marvel. Por exemplo, a joia do Poder já foi retratada como vermelha, azul e até mesmo roxa (púrpura), como atualmente é retratada no Universo Cinematográfico Marvel (MCU).

### Espaço (azul)
Faz o portador viajar através do espaço, principalmente através de teletransporte ou estar em vários lugares ou em todos ao mesmo tempo (onipresença), dá ao portador a habilidade de rotular o espaço, podendo mover e controlar tudo a sua volta, indo além das leis da gravidade apenas com a mente, e também aumentar a velocidade do portador e dos objetos. Capaz de interferir com o movimento de objetos, torná-los intangíveis (permitindo que dois objetos dividam o mesmo espaço).
Quem já usou: Thanos, Adam Warlock, Pipi o Troll, Caveira Vermelha, Loki, Hulk, Homem de Ferro, Thor e Capitã Marvel.

### Mente (Amarela)
Permite ao portador o aumento infinito da capacidade mental e o acesso à pensamentos e sonhos de outros seres. Em suma, o poder da joia permite acesso a todas as mentes existentes simultaneamente. Embora o poder da joia seja imenso, nem sempre o seu portador é capaz de dominá-lo totalmente. Devido ao fato de as mentes serem inúmeras em um determinado local que vai do micro universo de uma sala, até o macrocosmo de todas as mentes existentes no universo. Se o campo de abertura da leitura é efetuado simultaneamente para muitas mentes, trocas de pensamentos podem ocorrer, e dúvidas a respeito da origem do pensamento. O leitor também pode ser sugado pelo inconsciente coletivo das outras mentes. O herói Visão era portador dessa joia (fixada em sua cabeça), sendo portanto realizador de algumas façanhas como voar, erguer o Mjölnir de Thor e até mesmo controlar Azazel.
Quem já usou: Thanos, Adam Warlock, Serpente da Lua, Loki, Visão, Hulk e Homem de Ferro.

### Alma (Laranja)
Possivelmente, a mais perigosa, permite ao portador roubar, manipular e alterar almas, dos vivos e dos mortos. E até ressuscitar os mortos, remover a alma de algum ser vivo, prendê-la numa dimensão de bolso dentro da joia, imortalizar um ser vivo, dar vida a seres não vivos, criar almas, e, até mesmo, enviar algumas ao passado ou futuro dentro do corpo do dono da alma, em outro corpo ou fora de qualquer corpo, reconstituir corpos destruídos e até corpos desintegrados e até construir corpos com ou sem almas e entre outras coisas, a joia da Alma pode fazer. Adam Warlock foi o guardião desta gema por muitos anos, sentindo a responsabilidade por muitas almas que ele mesmo tomou. Ironicamente, a joia é o portão para um pequeno e idílico universo.
Quem já usou: Thanos, Adam Warlock, Caveira Vermelha, Hulk e Homem de Ferro.

### Realidade (Vermelha)
Possivelmente a mais poderosa e a mais difícil de se controlar, permite ao portador realizar qualquer desejo e vontade - mesmo que entre em contradição com as leis da física. Pode resultar em um desastre se o portador não for cuidadoso com a natureza do desejo. Permite o portador distorcer, alterar e manipular a existência e o tecido do universo, dando-lhe quase onipotência.
Quem já usou: Thanos, Adam Warlock, Maxam, Taneleer Tivan (o Colecionador), Jane Foster, Gamora, Malekith, Hulk e Homem de Ferro.

### Tempo (Verde)
Permite ao portador total domínio do tempo: passado, presente e futuro, são todos acessíveis e visíveis com esse poder (onisciência), mesmo após algumas horas depois do portador não ter mais acesso a ela. Com treinamento suficiente no uso da joia, o tempo pode ser usado como uma arma, aprisionando inimigos ou mundos inteiros em infinitos ciclos de tempo.
Quem já usou: Thanos, Adam Warlock, Gamora, Anciã, Doutor Estranho, Hulk e Homem de Ferro.

### Poder (Roxa)
A joia do Poder, além de aprimorar as habilidades físicas de seu portador, o deixando invulnerável, também lhe permite ter uma fonte infinita de energia, absorvida dos confins do cosmo, capaz de destruir planetas ou sistemas estelares inteiros. Ela também pode aprimorar o poder das demais joias caso esteja junto delas e também é capaz de absorver qualquer poder.
Quem já usou: Thanos, Adam Warlock, Drax o Destruidor, Tropa Nova, Ronan O Acusador, Guardiões da Galáxia, Tryco Slatterus, Hulk e Homem de Ferro.

### Ego (Dourada)
A sétima joia permite ao portador saber os segredos do universo e manipular as energias extra-dimensionais, não é uma das joias originais esse artefato era originalmente portado por Nemesis e que foi encontrado no ultraverso por Loki na tentativa de roubar as outras joias de seus portadores.
Principais portadores: Nemesis e Loki.

## Mudança de cores
As cores das joias do Infinito como de costume diferem entre os quadrinhos e os filmes. As originais eram:
| joia              | Cor      |
| ----------------- | -------- |
| Poder/Power       | Vermelha |
| Tempo/Time        | Laranja  |
| Mente/Mind        | Azul     |
| Espaço/Space      | Roxa     |
| Realidade/Reality | Amarela  |
| Alma/Soul         | Verde    |

Com o advento do MCU, as joias possuem essas cores agora:
| joia              | Cor      |
| ----------------- | -------- |
| Poder/Power       | Roxa     |
| Tempo/Time        | Verde    |
| Mente/Mind        | Amarela  |
| Espaço/Space      | Azul     |
| Realidade/Reality | Vermelha |
| Alma/Soul         | Laranja  |

Ego(dourada)

## Outras Mídias

### Televisão
As joias e a criação da Manopla aparecem durante a segunda temporada de Esquadrão de Heróis.
A Manopla e as Joias do Infinito aparecem em Avengers Assemble. Nessa série, existem apenas cinco joias e a joia da alma não está presente.
| joia              | Cor      |
| ----------------- | -------- |
| Poder/Power       | Vermelha |
| Tempo/Time        | Laranja  |
| Mente/Mind        | Azul     |
| Espaço/Space      | Púrpura  |
| Realidade/Reality | Amarela  |

### Cinema
No Universo Cinematográfico Marvel, estão entre as joias, o Tesseract (joia do Espaço), o Éter (joia da Realidade), o Orbe (joia do Poder), a gema no cetro de Loki (joia da Mente), o Olho de Agamotto (joia do Tempo) e a joia da Alma.
A primeira foi o Tesseract, confirmado pelo produtor Kevin Feige como sendo a Joia do Espaço. Na cena pós-créditos de Thor, Nick Fury conversa com Dr. Erik Selvig sobre um projeto secreto envolvendo o Tesseract, um cubo azul brilhante. Antes disso, o cubo pode ser visto desenhado nas anotações de Howard Stark em Homem de Ferro 2. Em Capitão América: O Primeiro Vingador, a trama se desenvolve em torno do cubo, que o Caveira Vermelha retira de um santuário na Noruega e utiliza para criar armas energéticas. Em Os Vingadores, o cubo novamente é peça chave na trama, sendo revelado que tem capacidade de criar portais que servem para viajar pelo universo. Ao final do filme, o cubo é retornado a Asgard. Entretanto, no filme Thor: Ragnarok, antes da destruição de Asgard, Loki recupera o artefato. Captain Marvel tem o Cubo como parte chave da trama, já que Mar-Vell usou seus poderes para abastecer um motor mais rápido que a luz, que após ser destruído por Carol Danvers fez ela ganhar superpoderes ao absorver a energia liberada pelo motor. O Cubo é mais tarde encontrado no laboratório secreto de Mar-Vell, onde Carol tem de lutar para que o Tesseract não seja levado embora por Yon-Rogg e os Kree.
Em Thor: O Mundo Sombrio, Jane Foster acidentalmente encontra o Éter, confirmada como a Joia da Realidade, e acaba se tornando hospedeira do mesmo. Esta joia é um antigo artefato de destruição em massa, criado pelos Elfos Negros antes da criação do universo, mais especificamente por seu líder Malekith que quer utilizá-lo para cobrir o universo em trevas novamente. No decorrer da trama, Odin revela que antes da criação do universo existiam seis joias de grande poder e enquanto todas são parecidas com pedras, o éter é um fluido vermelho. Durante a cena pós-créditos vemos Sif e Volstagg entregando o Éter ao Colecionador, afirmando que, como o Tesseract já se encontra em Asgard, manter duas joias do Infinito tão próximas seria perigoso. Quando eles deixam o local, o Colecionador afirma: "Uma já foi, faltam cinco".
Guardiões da Galáxia é centrado em uma nova joia roxa, conhecida como Orbe e confirmada como a Joia do Poder. Durante o filme, quando a equipe a leva para o Colecionador, ele aprofunda a história contada por Odin, dizendo que as joias originam de singularidades cósmicas, e o Orbe foi criado pelos Celestiais para impor-se sobre civilizações inimigas, mas no decorrer da história foram oprimidos pelo poder da mesma e a esconderam dentro de um cofre localizado em um templo no planeta Morag. Após os eventos do filme, o Orbe é deixado sob a vigilância da Tropa Nova.
Em Vingadores: A Era de Ultron, a pedra do cetro que é utilizado por Loki em Os Vingadores é revelada como sendo a Joia da Mente. Ainda no cetro, foi utilizada pela Hidra para experimentos que resultaram em poderes especiais nos gêmeos Pietro e Wanda Maximoff, e por Tony Stark para criar uma inteligência artificial que acabaria se tornando o maligno Ultron. Ultron mais tarde retira a joia do cetro - com a cor amarela - para integrá-la em um novo corpo biomecânico, que acaba sendo roubado pelos Vingadores e transformado no androide Visão.
Em Doutor Estranho, a pedra no interior do Olho de Agamotto é revelada como sendo a Joia do Tempo, inicialmente encontrada por Agamotto, o primeiro Mago Supremo, utilizada para proteger o nosso universo de ameaças interdimensionais e foi protegida pelos Mestres das Artes Místicas durante séculos em Kamar-Taj, sendo herdada pelo Mago Supremo de cada época até chegar à atual Anciã. É retirada do seu pedestal pelo Doutor Estranho e usada na sua batalha contra o mago traidor Kaecilius e contra Dormammu, o governante da Dimensão Negra, e depois devolvida ao seu pedestal no final do filme, sendo o Doutor Estranho o novo guardião da pedra após a morte da Anciã.
Uma Manopla do Infinito aparece brevemente junto com outras reliquias/armas na sala de troféus de Odin em Thor, porém em Thor: Ragnarok, Hela diz que tal Manopla é falsa. Na cena dos créditos de A Era de Ultron, Thanos põe a Manopla verdadeira em sua mão dizendo que irá procurar as joias sozinho.
Em Vingadores: Guerra Infinita, Thanos luta contra os Vingadores em sua busca pelas seis joias com o objetivo de destruir metade da vida no universo buscando equilíbrio. Thanos já começa o filme tendo tirado a Joia do Poder de Xandar, e consegue a Joia do Espaço atacando a nave com os sobreviventes de Thor: Ragnarok. Em seguida ataca o Colecionador para pegar a Joia da Realidade e atrair sua filha adotiva Gamora, a quem tinha incumbido de descobrir a localização da Joia da Alma. Quando Gamora, incomodada com a tortura à irmã de criação Nebulosa, revela que está no planeta Vormir, Thanos vai com Gamora para lá. O guardião da joia, o Caveira Vermelha, que havia sido enviado para Vormir após tentar usar o poder do Tesseract, explica que para conseguir a joia laranja seria necessário o sacrifício daquilo que o indivíduo mais ama. Thanos então atira Gamora de um penhasco e recebe a Joia da Alma. Em seguida, Thanos vai para seu planeta natal Titã, onde após extensiva batalha recebe a Joia do Tempo do Doutor Estranho em troca de poupar a vida do Homem de Ferro. Por fim, Thanos segue para Wakanda, onde suas tropas estão tentando tirar a Joia da Mente de Visão. Wanda destrói a joia com seus poderes, mas Thanos usa a Joia do Tempo para restaurá-la e arrancar da cabeça de Visão, matando o andróide. Thor ataca Thanos para impedi-lo de usar a Manopla completa, mas o titã fica apenas ferido e consegue realizar sua dizimação.
Em Vingadores: Ultimato, Thanos decide usar a Manopla mais uma vez para ordenar a destruição das joias, impedindo que alguém desfizesse seu trabalho. Isso frustra os Vingadores, em especial Thor, que em seguida decapita Thanos. Cinco anos se passam, até que o Homem-Formiga ressurge do Mundo Quântico e revela aos Vingadores que usando as propriedades locais a viagem no tempo seria possível, e assim os Vingadores decidem retirar as joias do passado para restaurar toda a vida aniquilada por Thanos. Thor e Rocket Raccoon revisitam os eventos de Thor: O Mundo Sombrio e drenam o Éter de Jane; Nebulosa e Máquina de Combate pegam o Orbe à época de Guardiões da Galáxia, ao mesmo tempo em que Viúva Negra se sacrifica em Vormir para que o Gavião Arqueiro pegue a joia da Alma; e à época de Os Vingadores, Hulk convence a Anciã a emprestar-lhe a joia do Tempo e Capitão América convence agentes da S.H.I.E.L.D. que na verdade trabalham para vilanesca Hidra a dar-lhe o Cetro de Loki, antes de um imprevisto forçar o Capitão e o Homem de Ferro a tirar o Cubo de uma base da S.H.I.E.L.D. em 1970 enquanto Homem-Formiga retorna com o cetro. No futuro, Hulk usa uma manopla criada por Tony Stark para reunir as joias e usar o poderes delas para reverter a dizimação, mas logo em seguida um Thanos do passado - que descobriu sobre o futuro ao interceptar a Nebulosa que viajara no tempo - surge, destrói o quartel-general dos Vingadores e tenta pegar a manopla para destruir todo o universo e refazê-lo à sua imagem. Uma imensa batalha se segue, só terminando quando o Homem de Ferro consegue juntar todas as joias em sua luva e usar o poder destas para aniquilar o exército de Thanos, ao custo de sua própria vida. Em seguida, Capitão América viaja no tempo para devolver as joias a seus períodos originais, antes que a ausência destas no passado causem paradoxos.
O imprevisto que causou a improvisação do Capitão e o Homem de Ferro, o Loki capturado após Os Vingadores tomar posse do Cubo e usar seus poderes para se transportar para longe, acaba por levar ao seriado Loki, onde Loki é capturado pela Autoridade de Variância Temporal por estar divergindo de como os eventos deviam acontecer. Loki tenta pegar o Tesseract de volta, e descobre que o Cubo, bem como outras duplicatas da joias levadas pela AVT, perde seus poderes ao chegar na agência.
A animação What If...?, baseado em histórias alternativas, tem alguns rumos diferentes para as Joias. Na primeira temporada, o primeiro episódio, em que Peggy Carter toma o soro do Super-Soldado, vê Carter recuperar o Tesseract muito antes da história normal, levando Howard Stark a estudá-lo e criar uma armadura similar à do Homem de Ferro, o Esmagador Hidra, para ser usada por Steve Rogers. O segundo em que T'Challa assume o lugar de Peter Quill como Senhor das Estrelas, Thanos é convencido a nunca seguir seu plano de dizimação, e o Orbe é usado como isca para o Colecionador enquanto T'Challa infiltra sua coleção para roubar artefatos. No quarto, em que o acidente que feriu o Doutor Estranho apenas matou sua namorada, Estranho repetidamente usa o Olho de Agamotto para voltar no tempo e tentar impedí-la de morrer. O quinto episódio, em que um apocalipse zumbi varre a Terra, Visão descobre que a frequência emitida pela Joia da Mente consegue espantar e eventualmente curar os zumbis, e arranca de sua própria cabeça para dar aos sobreviventes com o propósito de ajudá-los a curar a praga de mortos-vivos. O oitavo mostra um mundo em que Ultron conseguiu transferir-se para o corpo de Visão e aniquilar a maior parte da vida na Terra, para então encontrar Thanos com a Manopla do Infinito completa, matar o titã e tomar as Joias para si. Com seus poderes Ultron matou praticamente toda a vida do universo e então tomou consciência de que Uatu, o Vigia o observava, descobrindo uma maneira de abandonar seu universo, primeiro combatendo Uatu e forçando-o a fugir, e então deixando alguns de seus robôs em outro universo (como visto no final do sétimo episódio). O final de temporada tem Uatu recrutando guerreiros de variados universos (incluindo Carter, T'Challa, e Estranho de outros episódios) para impedir Ultron de causar destruição no Multiverso, com a batalha tendo T'Challa roubando a Joia da Alma de Ultron e os Guardiões do Multiverso tentando destruir as Joias com uma máquina própria, que não funciona por estar regulada para as Joias de outro universo. Com a ajuda da Viúva Negra do universo desse Ultron vitorioso, o robô é anulado quando a versão digital de Arnim Zola é instalada em seu corpo, para em seguida um Erik Killmonger rei de Wakanda (visto no sexto episódio) roubar a armadura de Ultron com as Joias para si. Ultron agora dominado por Zola desperta e ataca Killmonger, com Estranho usando seus poderes para paralisá-los e prendê-los num universo miniatura, que ele passará a vigiar.
A segunda temporada de What If...? tem dois episódios envolvendo Joias indo para períodos antigos da história. Em um, o Tesseract cai na América pré-colonial ao invés da Escandinávia, se quebra no pouso e espalha sua energia em um lago. Subsequentemente o lago vira um portal para uma dimensão que um grupo do povo Mohawk refere como "Mundo Celestial" e dá a seus habitantes enormes poderes, um deles sendo a indígena Kahhori. Em outro, um Capitão América que viajou pelos poderes da Joia do Tempo causou mudanças em um universo renascentista prestes a entrar em colapso em 1602, onde a Joia do Tempo desse universo está no cetro de Thor. No final da temporada, o Estranho que destruiu seu universo tenta recriar seu universo através de uma "Forja Universal" abastecida por seres superpoderosos do Multiverso, sendo detido por Kahhori e a Capitã Carter depois destas tirarem a armadura do Killmonger Rei de Wakanda para se aperfeiçoarem com os poderes das Joias. 

### Videogames
- Os jogos Marvel Super Heroes: War of the Gems e Marvel Super Heroes, inspirados na saga original da Manopla do Infinito, tem a recuperação das joias como ideia principal de ambos os jogos.
- Em Marvel Super Heroes diferentemente do filme a história não se passa apenas nos vingadores, os X-Man participam da corrida na busca pela reunião das joias para vencer Thanos e garantir sua sobrevivência salvando o universo e as galáxias outra diferença é que todas as joias são apresentadas e podem ser usadas sem a luva e individualmente concedendo ao portador um poder por um instante de tempo um poder respectivo a joia que está sendo usada a única joia que não é usada no modo história pelo jogador é a da mente que fica com Thanos juntamente com a luva. É possível jogar tanto com os heróis quanto com os vilões como por exemplo Magneto, Juggernaut e Black Heart tendo em vista que todos precisam de suas galáxias para continuar vivos em seus planetas, dependendo do ser que conseguir derrotar Thanos e possuir todas as joias o universo não estará bem a salvo pois cada um tem um objetivo pessoal em suas mentes.
- As joias do Infinito, incluindo a joia "Ego", sob a forma de Espada Infinita, aparece como uma parte motriz do jogo Marvel Super Hero Squad: The Infinity Gauntlet.
- As joias do Infinito desempenham um papel importante no jogo de luta Marvel vs. Capcom: Infinite. Durante a jogabilidade, o uso de uma joia concederá aos personagens do jogador um aprimoramento específico baseado na pedra que está sendo usada. Na história do jogo, Ultron e Sigma usam duas joias para se tornar "Ultron Sigma" e mesclar os mundos em um sob seu controle, e os heróis devem recuperar as outras quatro joias para detê-las. As joias do Infinito no jogo usam o esquema de nomes e cores das joias no Universo Cinematográfico da Marvel, em vez do esquema de nomes e cores das joias do Infinito dos jogos anteriores da Marvel. A edição de colecionador do jogo vem com um Réplica das joias do Infinito alojadas em uma pequena caixa com um display de LED.